# Nationalversammlung (Slowenien)
Die Nationalversammlung (auch als Staatsversammlung übersetzt) (slowenisch Državni zbor; Abkürzung: DZ) ist die Zweite Kammer des slowenischen Parlaments.  Die Erste Kammer ist der Nationalrat (Državni svet). Beide Institutionen haben ihren Sitz im Gebäude der Nationalversammlung (umgangssprachlich: Slowenisches Parlament).

## Funktion
Die Nationalversammlung umfasst 90 Sitze und wird durch Volkswahl für eine Legislaturperiode von vier Jahren gewählt.  Nach der Verfassung haben die anerkannten ethnischen Minderheiten (Italiener und Magyaren) Anspruch auf je einen Abgeordneten in der Nationalversammlung. Diese Minderheitenabgeordneten haben in Fragen, die ausschließlich ihre Volksgruppen betreffen, ein absolutes Vetorecht. Für den Einzug in die Nationalversammlung gilt die Vier-Prozent-Hürde.
Die Regierung muss fortwährend das Vertrauen der Nationalversammlung genießen. Die Nationalversammlung wählt den Ministerpräsidenten auf Vorschlag des Staatspräsidenten und die Minister auf Vorschlag des Ministerpräsidenten.

## Zusammensetzung
Nach der Wahl vom 24. April 2022 setzte sich die Nationalversammlung wie folgt zusammen:
| Partei | Partei                                                                              | Ausrichtung         | Vorsitzender | Sitze |
| ------ | ----------------------------------------------------------------------------------- | ------------------- | ------------ | ----- |
|        | Gibanje Svoboda (GS) Freiheitsbewegung                                              | Grün-Liberalismus   | Robert Golob | 41    |
|        | Slovenska demokratska stranka (SDS) Slowenische Demokratische Partei                | nationalkonservativ | Janez Janša  | 27    |
|        | Nova Slovenija – Krščanski demokrati (NSi) Neues Slowenien – Christliche Demokraten | christdemokratisch  | Matej Tonin  | 08    |
|        | Socialni demokrati (SD) Sozialdemokraten                                            | sozialdemokratisch  | Tanja Fajon  | 07    |
|        | Levica (L) Linke                                                                    | links               | Luka Mesec   | 05    |
|        | Minderheiten                                                                        | Minderheiten        | Minderheiten | 02    |
| Gesamt | Gesamt                                                                              | Gesamt              | Gesamt       | 90    |

## Liste der Parlamentspräsidenten
1. France Bučar (SDSS), 17. Mai 1990 – 23. Dezember 1992

2. Herman Rigelnik (LDS), 23. Dezember 1992 – 16. September 1994

3. Jožef Školč  (LDS), 16. September 1994 – 3. Dezember 1996

4. Janez Podobnik (ZLSD), 3. Dezember 1996 – 10. November 2000

5. Borut Pahor  (ZLSD), 10. November 2000 – 12. Juli 2004

6. Feri Horvat   (ZLSD), 12. Juli 2004 – 22. Oktober 2004

7. France Cukjati (SDS), 22. Oktober 2004 – 15. Oktober 2008

8. Pavel Gantar (Zares), 15. Oktober 2008 – 2. September 2011

9. Ljubo Germič (LDS), 2. September 2011 – 22. Dezember 2011

10. Gregor Virant (DL), 22. Dezember 2011 – 28. Januar 2013

--  Jakob Presečnik (SLS), 28. Januar 2013 – 27. Februar 2013 (kommissarisch)

11. Janko Veber (SD), 27. Februar 2013 – 1. August 2014

12. Milan Brglez (SMC), 1. August 2014 – 22. Juni 2018

13. Matej Tonin (NSi), 22. Juni 2018 – 23. August 2018

--  Tina Heferle (LMŠ) 23. August 2018 (kommissarisch)

14. Dejan Židan (SD), 23. August 2018 – 3. März 2020

-- Branko Simonovič (DeSUS), 3. März – 5. März 2020 (kommissarisch)

15. Igor Zorčič (LIDE; früher SMC), seit 5. März 2020 – 13. Mai 2022

16. Urška Klakočar Zupančič (GS), seit 13. Mai 2022